# Xenia Georgievna da Rússia
Xenia Georgievna da Rússia (São Petersburgo, 22 de agosto de 1903 – Glen Cove, Nova Iorque, 17 de setembro de 1965) foi a filha mais nova do grão-duque Jorge Mikhailovich da Rússia e da princesa Maria da Grécia e Dinamarca.

## Biografia
Xenia casou-se duas vezes, primeiro com William Bateman Leeds (nascido em 1902) quando tinha 18 anos. Ele era filho e herdeiro de um magnata americano e enteado do tio materno de Xenia, o Príncipe Cristóvão da Grécia e Dinamarca. Casaram-se em Paris no dia 9 de outubro de 1921 e a sua união foi vista como esplêndida, sendo que o casal era muito influente na sociedade de Long Island em Nova Iorque onde viviam na sua propriedade, Kenwood, localizada na Baía de Oyster. Xenia e William tiveram uma filha no dia 25 de fevereiro de 1925 a quem chamaram Nancy Helen Marie Leeds e que, por sua vez, se casou com Edward Judson Wynkoop Jr. em dezembro de 1945.
Xenia e William divorciaram-se em 1930. O seu segundo casamento foi com Herman Jud (nascido em 1911). O casamento realizou-se em Glen Cove, no estado de Nova Iorque, no dia 10 de agosto de 1946. O casal não teve filhos.
No verão de 1927, Xenia viu-se envolvida no caso Anna Anderson quando telefonou a Gleb Botkin para a convidar a viver em sua casa. Xenia explicou o porquê da sua hospitalidade:
| “ | Tinha ouvido que o Botkin tinha feito contactos para trazer "a inválida" para os Estados Unidos quando estava a ler o jornal. Isto incomodou-me porque já tinha ouvido muitas histórias contraditórias. Depois ocorreu-me de que deveria ser eu própria a acolhe-la e evitar toda aquela publicidade à volta dela. Se ela fosse mesmo uma impostora, então iriam-se poupar mais situações desagradáveis para a minha família e se ela fosse a verdadeira Anastásia seria horrível pensar que nada estava ser feito para a ajudar. Esta solução seria simples, pelo menos foi o que pensei. | ” |

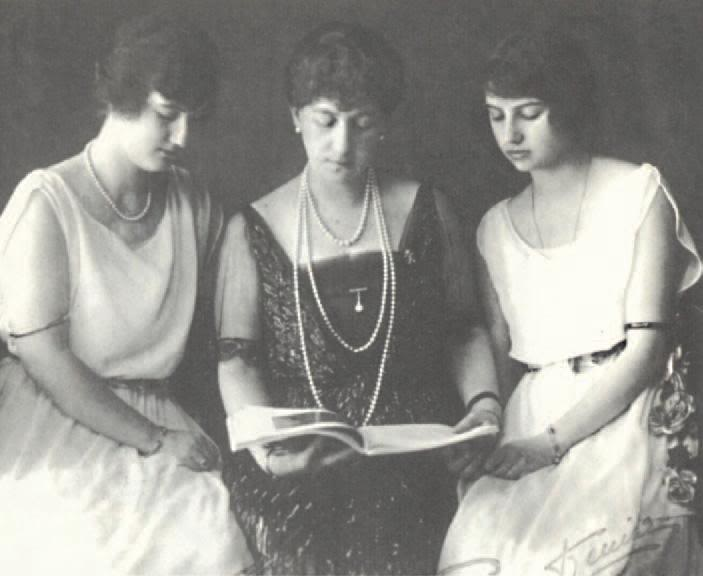
Xenia (direita) com a mãe Maria (centro) e a irmã Nina em 1918

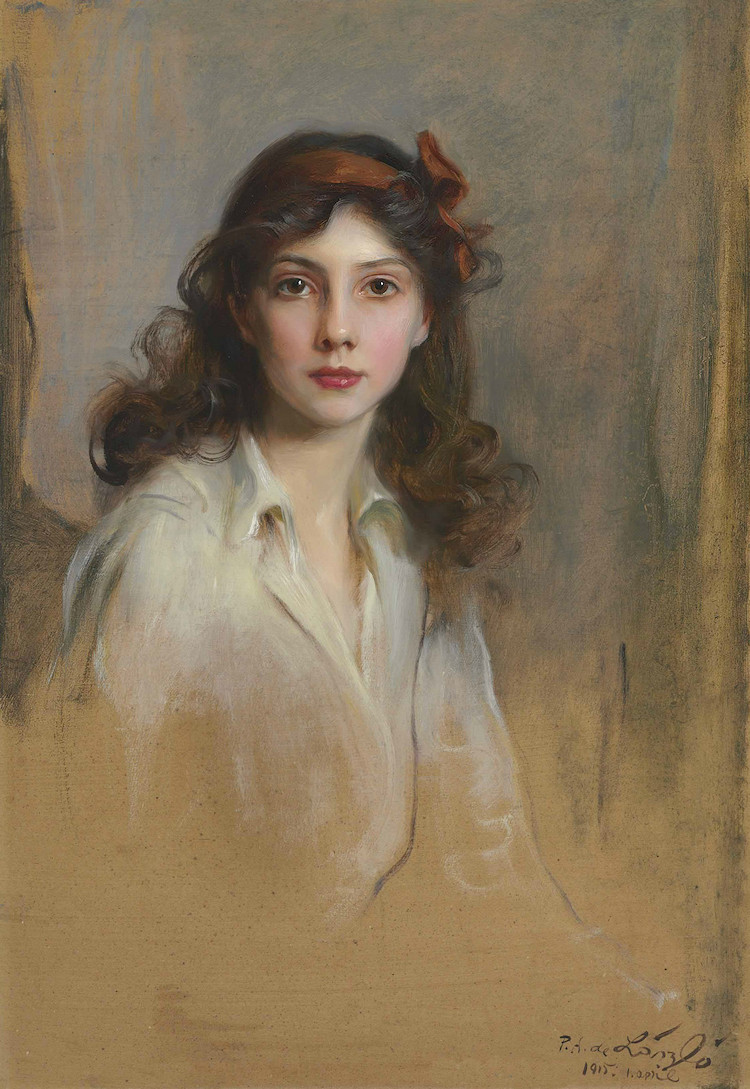
Retrato de Xenia em 1915, por Philip de László

Quando crianças, Xenia e a sua irmã Nina tinham brincado frequentemente com as duas filhas mais novas do czar Nicolau II, Maria Nikolaevna e Anastásia Nikolaevna, bem como com o único rapaz e filho mais novo, o czarevich Alexei. Ambas as irmãs tinham recordações ávidas da sua prima Anastásia que descreveram como "assustadoramente temperamental" e "rebelde e dura". De acordo com Xenia, Anastásia fazia batota nos jogos, dava pontapés, arranhava, puxava cabelos e geralmente sabia como ser horrível.
A princesa Nina disse: A Anastásia tinha inveja de mim por eu ser mais alta do que ela. Como filha do imperador, ela pensava que tinha de ofuscar todos os outros.
Xenia estava num cruzeiro com o seu marido William na altura em que Anderson chegou a Nova Iorque. Ela tinha conseguido fazê-la ficar com Annie Burr Jennings, uma amiga sua que vivia numa casa em Park Avenue. Quando Xenia regressou a Nova Iorque entrou sem se fazer anunciar no salão da sua amiga onde decorria uma festa para Anna Anderson ser apresentada. Depois de a observar a oferecer a mão a Gelb Botkin, Xenia declarou que sabia estar a observar alguém do seu ranking. Ela disse: Foi um gesto de certeza, nada forçado, de certa forma um gesto teatral. Com ele, ela demonstrou uma grandeza natural e eu fiquei logo impressionada.
Xenia reconheceu Anna Anderson como sendo a grã-duquesa Anastásia e afirmou que ela sempre pareceu sincera em todas as ocasiões, sem deixar nenhum tipo de impressão de estar a representar. As duas permaneceram grandes amigas durante toda a vida e manteriam contacto mesmo depois de Anderson deixar a sua casa. O príncipe Cristóvão da Grécia descreveu a estadia:
| “ | Ela ficou com a minha sobrinha que lhe mostrou a maior simpatia. Depois o tratamento que ela demonstrou para com a Grã-duquesa Xenia, irmã do czar, levou a uma briga com o William Leeds que a expulsou de casa. | ” |

Pierre Gilliard, um cidadão suíço que ensinou francês aos filhos do czar Nicolau II da Rússia de 1905 a 1918, salientou o facto de que a princesa Xenia tinha visto a sua prima Anastásia quando ela tinha 10 anos e a grã-duquesa 12. Xenia respondeu que não tinha reconhecido Anastásia visualmente, mas que tinha formação para distinguir um membro da família Romanov de uma camponesa polaca. Anderson tinha uma semelhança forte com a família da czarina Alexandra e o seu temperamento também fazia recordar o de Anastásia. O príncipe Dmitri, filho da grã-duquesa Xenia, escreveu sobre o que a sua prima Xenia tinha dito:
| “ | As declarações irresponsáveis da Xenia deveriam de alguma forma ser refutadas. Todos sabemos que ela deixou a Rússia em 1914 quando tinha 10 anos e também sabemos que a Nina e a Xenia nunca viam a família do tio Nicky com muita frequência e quando isso aconteceu de facto elas eram muito novas. | ” |

A princesa Xenia Georgievna morreu no dia 17 de setembro de 1965 aos 62 anos de idade.

## Honrarias
- Dama da Imperial Ordem de Santa Catarina[1]